# Lopătari
Lopătari is een Roemeense gemeente in het district Buzău.
Lopătari telt 4227 inwoners.